# Desigualdad matemática
En matemáticas, una desigualdad es una relación de orden que se da entre dos valores cuando estos son distintos (en caso de ser iguales, lo que se tiene es una igualdad).
Si los valores en cuestión son elementos de un conjunto ordenado, como los enteros o los reales, entonces pueden ser comparados.
- La notación a < b significa a es menor que b;
- La notación a > b significa a es mayor que b

Estas relaciones se conocen como desigualdades estrictas, puesto que a no puede ser igual a b; también puede leerse como «estrictamente menor que» o «estrictamente mayor que» 
- La notación a ≤ b significa a es menor o igual que b;
- La notación a ≥ b significa a es mayor o igual que b;

este tipo de desigualdades reciben el nombre de desigualdades amplias (o no estrictas).
En las ciencias de la ingeniería, el uso menos formal de la notación es afirmar que una cantidad es «mucho mayor» que otra, normalmente en varios órdenes de magnitud.
- La notación a ≪ b significa a es mucho menor que b;[2]
- La notación a ≫ b significa a es mucho mayor que b;[3]  esta relación indica por lo general una diferencia de varios órdenes de magnitud.[4]

- La notación a ≠ b significa que a no es igual a b. Tal expresión no indica si uno es mayor que el otro, o siquiera si son comparables.[5]

Generalmente se tienden a confundir los operadores según la posición de los elementos que se están comparando; didácticamente se enseña que la abertura está del lado del elemento mayor. Otra forma de recordar el significado, es recordando que el signo señala/apunta al elemento menor.
La relación a no mayor que b también puede representarse con a ≯ b, con el símbolo de «mayor que» cortado con una barra, «no». Lo mismo ocurre con a no menor que b y la notación a ≮ b.

## Propiedades
Las desigualdades están gobernadas por las siguientes propiedades. Notar que, para las propiedades de transitividad, adición, sustracción, multiplicación y división, la propiedad también se mantiene si los símbolos de desigualdad estricta (< y >) son reemplazados por sus correspondientes símbolos de desigualdad no estricta (≤ y ≥).

### Inversa
Las relaciones ≤ y ≥ son entre sí conversa, lo que significa que para cualquier número real a y b: a ≤ b y b ≥ a son equivalentes.

### Transitividad
- Para números reales arbitrarios a, b y c:

- Si a > b y b > c entonces a > c.
- Si a < b y b < c entonces a < c.
- Si a > b y b = c entonces a > c.
- Si a < b y b = c entonces a < c.

### Adición y sustracción

Si x < y, entonces x + a < y + a.

- Para números reales arbitrarios a,b y c:

- Si a < b entonces a + c < b + c y a − c < b − c.
- Si a > b entonces a + c > b + c y a − c > b − c.

### Multiplicación y división

Si x < y y a > 0, entonces ax < ay.

Si x < y y a < 0, entonces ax > ay.

- Para números reales arbitrarios a y b, y c diferente de cero:

- Si c es positivo y a < b entonces ac < bc y a/c < b/c.
- Si c es negativo y a < b entonces ac > bc y a/c > b/c.

### Opuesto
- Para números reales arbitrarios a y b:

- Si a < b entonces −a > −b.
- Si a > b entonces −a < −b.

### Recíproco
- Para números reales a y b distintos de cero, ambos positivos o negativos a la vez:

- Si a < b entonces 1/a > 1/b.
- Si a > b entonces 1/a < 1/b.

- Si a y b son de distinto signo:

- Si a < b entonces 1/a < 1/b.
- Si a > b entonces 1/a > 1/b.

### Función monótona
Al aplicar una función monótona creciente, a ambos lados, la desigualdad se mantiene. Si se aplica una función monótona decreciente, la desigualdad se invierte.
Ejemplo
{\displaystyle a<b\Leftrightarrow e^{a}<e^{b}}
al aplicar la función exponencial a ambos miembros de la desigualdad, esta se mantiene.

### Valor absoluto
Se puede definir el valor absoluto por medio de desigualdades:
- {\displaystyle |a|\leq b\iff -b\leq a\leq b}
- {\displaystyle |a|\geq b\iff -b\geq a\vee a\geq b}

### Aplicar una función a ambos lados

Grafo de y = ln x

Cualquier función creciente monotónica, por su definición, puede aplicarse a ambos lados de una desigualdad sin romper la relación de desigualdad (siempre que ambas expresiones estén en el dominio de esa función). Sin embargo, aplicar una función monotónicamente decreciente a ambos lados de una desigualdad significa que la relación de desigualdad se invertiría. Las reglas de la inversa aditiva y la inversa multiplicativa para números positivos son ejemplos de aplicación de una función monótonamente decreciente.
Si la desigualdad es estricta (a < b, a > b) y la función es estrictamente monótona, entonces la desigualdad sigue siendo estricta. Si sólo una de estas condiciones es estricta, la desigualdad resultante no lo es. De hecho, las reglas de inversión aditiva y multiplicativa son ejemplos de aplicación de una función estrictamente monótona decreciente.
Algunos ejemplos de esta regla son: 
- Elevar ambos lados de una desigualdad a una potencia n > 0 (equiv., -n < 0), cuando a y b son números reales positivos:
- 0 ≤ a ≤ b ⇔ 0 ≤ an ≤ bn.
- 0 ≤ a ≤ b ⇔ a−n ≥ b−n ≥ 0.
- Tomando el logaritmo natural en ambos lados de una desigualdad, cuando a y b son números reales positivos:
- 0 < a ≤ b ⇔ ln(a) ≤ ln(b).
- 0 < a < b ⇔ ln(a) < ln(b).

(esto es cierto porque el logaritmo natural es una función estrictamente creciente).

## Definiciones formales y generalizaciones
Un orden parcial (no estricto) es una relación binaria ≤ sobre un conjunto P que es reflexiva, antisimétrica, y transitiva. Es decir, para todo a, b, y c en P, debe satisfacer las tres cláusulas siguientes:
1. a ≤ a (reflexividad)
2. si a ≤ b y b ≤ a, entonces a = b (antisimetría)
3. si a ≤ b y b ≤ c, entonces a ≤ c (transitividad)

Un conjunto con un orden parcial se denomina conjunto parcialmente ordenado. Esos son los axiomas muy básicos que todo tipo de orden tiene que satisfacer. Otros axiomas que existen para otras definiciones de órdenes sobre un conjunto P incluyen:
1. Para todo a y b en P, a ≤ b o b ≤ a (orden total).
2. Para todo a y b en P para el cual a < b, hay un c en P tal que a < c < b (orden denso).
3. Todo subconjunto no vacío de P con un límite superior tiene un  límite superior mínimo (supremum) en P (propiedad del límite superior mínimo).

### Cuerpo ordenado
Si (F, +, ×) es un cuerpo y ≤ es un orden total sobre F, entonces (F, +, ×, ≤) es un cuerpo ordenado si y solo si:
- a ≤ b implica a + c ≤ b + c;
- 0 ≤ a y 0 ≤ b implica 0 ≤ a × b.

Los cuerpos (Q, +, ×, ≤) y (R, +, ×, ≤) son ejemplos comunes de cuerpo ordenado, pero ≤ no puede definirse en los complejos para hacer de (C, +, ×, ≤) un cuerpo ordenado. 
Las desigualdades en sentido amplio ≤ y ≥ sobre los números reales son relaciones de orden total, mientras que las desigualdades estrictas < y > sobre los números reales son relaciones de orden estricto.

## Notación encadenada
La notación a < b < c establece que a < b (a menor que b) y que b < c (b menor que c) y aplicando la propiedad transitiva anteriormente citada, puede deducirse que a < c (a menor que c). Obviamente, aplicando las leyes anteriores, puede sumarse o restarse el mismo número real a los tres términos, así como multiplicarlos o dividirlos todos por el mismo número (distinto de cero) invirtiendo las inecuaciones según su signo. Así, a < b + e < c es equivalente a a - e < b < c - e.
Esta notación se puede extender a cualquier número de términos: por ejemplo, a1 ≤ a2 ≤ ... ≤ an establece que ai ≤ ai+1 para i = 1, 2, ..., n−1. Según la propiedad transitiva, esta condición es equivalente a ai ≤ aj para cualesquiera 1 ≤ i ≤ j ≤ n.
Ocasionalmente, la notación encadenada se usa con inecuaciones en diferentes direcciones. En ese caso el significado es la conjunción lógica de las desigualdades entre los términos adyacentes. Por ejemplo:
a < b = c ≤ d
significa que a < b, b = c, y c ≤ d (y por transitividad: a < d). Esta notación es utilizada en algunos lenguajes de programación tales como Python..

## Desigualdades agudas
Se dice que una desigualdad es aguda si no puede ser relajada y seguir siendo válida en general. Formalmente, una desigualdad  universalmente cuantificada φ se llama aguda si, para cada desigualdad válida universalmente cuantificada ψ, si ψ ⇒ φ tiene, entonces ψ ⇔ φ también se cumple. Por ejemplo, la desigualdad ∀a ∈ 'R. a2 ≥ 0 es aguda, mientras que la desigualdad ∀a ∈ R'. a2 ≥ -1 no es aguda.

## Desigualdades entre medias
Las distintas medias pueden relacionarse utilizando desigualdades. Por ejemplo, para números positivos a1, a2, …, an, si
| {\displaystyle H={\frac {n}{1/a_{1}+1/a_{2}+\cdots +1/a_{n}}}}               | (Media armónica),   |
| {\displaystyle G={\sqrt[{n}]{a_{1}\cdot a_{2}\cdots a_{n}}}}                 | (Media geométrica), |
| {\displaystyle A={\frac {a_{1}+a_{2}+\cdots +a_{n}}{n}}}                     | (Media aritmética), |
| {\displaystyle Q={\sqrt {\frac {a_{1}^{2}+a_{2}^{2}+\cdots +a_{n}^{2}}{n}}}} | (Media cuadrática), |
entonces: {\displaystyle H\leq G\leq A\leq Q}.

## Desigualdad de Cauchy-Schwarz
La desigualdad de Cauchy-Schwarz establece que para todos los vectores u y v de un espacio de producto interior se cumple que:
{\displaystyle |\langle \mathbf {u} ,\mathbf {v} \rangle |^{2}\leq \langle \mathbf {u} ,\mathbf {u} \rangle \cdot \langle \mathbf {v} ,\mathbf {v} \rangle ,}
donde {\displaystyle \langle \cdot ,\cdot \rangle } es el producto interior. Ejemplos de productos internos incluyen el producto punto real y el producto punto complejo; En el espacio euclídeo Rn con el producto interno estándar, la desigualdad de Cauchy-Schwarz es
{\displaystyle \left(\sum _{i=1}^{n}u_{i}v_{i}\right)^{2}\leq \left(\sum _{i=1}^{n}u_{i}^{2}\right)\left(\sum _{i=1}^{n}v_{i}^{2}\right).}

## Desigualdades de potencia
Una desigualdad de potencia es una desigualdad que contiene términos de la forma ab, donde a y b son números reales positivos o expresiones variables. Suelen aparecer en ejercicios de  olimpiadas matemáticas.

### Ejemplos
- Para cualquier real x,{\displaystyle e^{x}\geq 1+x.}
- Si x > 0 y p > 0, entonces {\displaystyle {\frac {x^{p}-1}{p}}\geq \ln(x)\geq {\frac {1-{\frac {1}{x^{p}}}}{p}}.} En el límite de p → 0, los límites superior e inferior convergen a ln(x).
- Si x > 0, entonces {\displaystyle x^{x}\geq \left({\frac {1}{e}}\right)^{\frac {1}{e}}.}
- Si x > 0, entonces {\displaystyle x^{x^{x}}\geq x.}
- Si x, y, z > 0, entonces {\displaystyle \left(x+y\right)^{z}+\left(x+z\right)^{y}+\left(y+z\right)^{x}>2.}
- Para cualesquiera números reales distintos a y b, {\displaystyle {\frac {e^{b}-e^{a}}{b-a}}>e^{(a+b)/2}.}
- Si x, y > 0 y 0 < p < 1, entonces {\displaystyle x^{p}+y^{p}>\left(x+y\right)^{p}.}
- Si x, y, z > 0, entonces {\displaystyle x^{x}y^{y}z^{z}\geq \left(xyz\right)^{(x+y+z)/3}.}
- Si a, b > 0, entonces {\displaystyle a^{a}+b^{b}\geq a^{b}+b^{a}.} [11]
- Si a, b > 0, entonces {\displaystyle a^{ea}+b^{eb}\geq a^{eb}+b^{ea}.}[12]
- Si a, b, c > 0, entonces {\displaystyle a^{2a}+b^{2b}+c^{2c}\geq a^{2b}+b^{2c}+c^{2a}.}
- Si a, b > 0, entonces {\displaystyle a^{b}+b^{a}>1.}